# Айсоим (приток Вортъёгана)
Айсоим (устар. Ай-Соим) — река в Белоярском районе Ханты-Мансийского АО. Устье реки находится в 70 км от устья Вортъёгана по левому берегу. Длина реки составляет 12 км.

## Данные водного реестра
По данным государственного водного реестра России относится к Нижнеобскому бассейновому округу, водохозяйственный участок реки — Обь от впадения реки Северная Сосьва до города Салехард, речной подбассейн реки — бассейны притоков Оби ниже впадения Северной Сосьвы. Речной бассейн реки — (Нижняя) Обь от впадения Иртыша.
Код объекта в государственном водном реестре — 15020300112115300022348.